# ノヴェンタ・パドヴァーナ
ノヴェンタ・パドヴァーナ（伊: Noventa Padovana）は、イタリア共和国ヴェネト州パドヴァ県にある、人口約11,000人の基礎自治体（コムーネ）。

## 地理

### 位置・広がり

#### 隣接コムーネ
隣接するコムーネは以下の通り。括弧内のVEはヴェネツィア県所属を示す。
- パードヴァ
- ストラ (VE)
- ヴィゴノーヴォ (VE)
- ヴィゴンツァ

### 気候分類・地震分類
ノヴェンタ・パドヴァーナにおけるイタリアの気候分類 (it) および度日は、zona E, 2383 GGである。
また、イタリアの地震リスク階級 (it) では、zona 3 (sismicità bassa) に分類される。

## 姉妹都市
- ショーシュタニ、スロベニア 1984年
- ウマグ、クロアチア 1984年